# 潍坊市艺术馆
潍坊市艺术馆成立于1973年，全民所有制公益性文化事业机构。

## 历史
1972年7月，昌潍地区创作组成立，设在昌潍地区革命委员会文教处，直属文教处领导。创作组的筹备工作则开始于半年前，人员为陆续到岗。其中，石歌分管音乐，牟家明分管戏剧，陈显荣分管文学，鲁鸿恩分管美术。创作组在昌潍地革委西院的红楼住宿兼办公，后由张丰亭临时负责。1972年2月，筹备阶段的创作组参与组织昌潍区业余文艺会演，汇演在地委大礼堂举办，有各县市区的18个代表队700多人参加。1972年5月，组建昌潍代表队，参加山东省文艺创作调演。
1973年3月2日，昌潍地区艺术馆正式成立，临时借用在潍坊二中原乐道院北小楼办公，张丰亭任馆长，行政机构设办公室，业务机构设文学组和音乐美术组，陈显荣任文学组组长，赵修道任音乐美术组组长。文学组负责组织辅导全区的文学创作，陈显荣分管诗歌，刘锡宏分管小说，赵连起、王普之先后分管评论。王普之还曾参与艺术馆基建。音乐美术组方面则有石歌、牟家明、鲁鸿恩。后又调入副馆长牛进，分管曲艺的韩钟亮，分管考古博物的徐鹏志，分管摄影的李乃洪等人。1976年，艺术馆内部机构调整为：文学组、文艺组、美术摄影组、图博组和行政组。
1977年6月，昌潍地区艺术馆搬迁至行政街西段的新馆。该馆由文教处筹建，有前后两栋三层楼房，分别为办公楼与宿舍楼。迁新址后，调入负责舞蹈的周建群和美术组的周晓光，以及分管考古博物的孙敬明、曹元启等。1981年7月，昌潍地区艺术馆改称潍坊地区艺术馆。1982年，牛进升任馆长。